# Saserac (Indre)
Sazeray és un municipi francès, situat al departament de l'Indre i a la regió de Centre – Vall del Loira. L'any 2007 tenia 326 habitants.

## Demografia

### Població
El 2007 la població de fet de Sazeray era de 326 persones. Hi havia 152 famílies, de les quals 52 eren unipersonals (16 homes vivint sols i 36 dones vivint soles), 52 parelles sense fills, 36 parelles amb fills i 12 famílies monoparentals amb fills.
La població ha evolucionat segons el següent gràfic:
Habitants censats

### Habitatges
El 2007 hi havia 241 habitatges, 155 eren l'habitatge principal de la família, 67 eren segones residències i 19 estaven desocupats. 238 eren cases i 3 eren apartaments. Dels 155 habitatges principals, 126 estaven ocupats pels seus propietaris, 22 estaven llogats i ocupats pels llogaters i 7 estaven cedits a títol gratuït; 3 tenien una cambra, 19 en tenien dues, 22 en tenien tres, 51 en tenien quatre i 60 en tenien cinc o més. 100 habitatges disposaven pel capbaix d'una plaça de pàrquing. A 68 habitatges hi havia un automòbil i a 58 n'hi havia dos o més.

### Piràmide de població
La piràmide de població per edats i sexe el 2009 era:
| Homes | Edats   | Dones |
| ----- | ------- | ----- |
| 0     | 95 o +  | 0     |
| 4     | 90 a 94 | 4     |
| 4     | 85 a 89 | 0     |
| 8     | 80 a 84 | 4     |
| 28    | 75 a 79 | 20    |
| 4     | 70 a 74 | 12    |
| 16    | 65 a 69 | 4     |
| 16    | 60 a 64 | 12    |
| 12    | 55 a 59 | 4     |
| 12    | 50 a 54 | 12    |
| 12    | 45 a 49 | 4     |
| 8     | 40 a 44 | 12    |
| 4     | 35 a 39 | 0     |
| 8     | 30 a 34 | 8     |
| 8     | 25 a 29 | 8     |
| 16    | 20 a 24 | 4     |
| 12    | 15 a 19 | 0     |
| 4     | 10 a 14 | 0     |
| 4     | 5 a 9   | 12    |
| 4     | 0 a 4   | 12    |

## Economia
El 2007 la població en edat de treballar era de 172 persones, 125 eren actives i 47 eren inactives. De les 125 persones actives 110 estaven ocupades (69 homes i 41 dones) i 15 estaven aturades (5 homes i 10 dones). De les 47 persones inactives 22 estaven jubilades, 6 estaven estudiant i 19 estaven classificades com a «altres inactius».

### Ingressos
El 2009 a Sazeray hi havia 153 unitats fiscals que integraven 324 persones, la mediana anual d'ingressos fiscals per persona era de 11.919 €.

### Activitats econòmiques
Dels 9 establiments que hi havia el 2007, 1 era d'una empresa de fabricació d'altres productes industrials, 3 d'empreses de construcció, 2 d'empreses de comerç i reparació d'automòbils, 1 d'una empresa d'hostatgeria i restauració, 1 d'una empresa d'informació i comunicació i 1 d'una empresa de serveis.
Dels 4 establiments de servei als particulars que hi havia el 2009, 1 era un taller de reparació d'automòbils i de material agrícola, 1 paleta, 1 fusteria i 1 electricista.
L'únic establiment comercial que hi havia el 2009 era una botiga de menys de 120 m².
L'any 2000 a Sazeray hi havia 37 explotacions agrícoles que ocupaven un total de 1.786 hectàrees.

## Equipaments sanitaris i escolars
El 2009 hi havia una escola elemental integrada dins d'un grup escolar amb les comunes properes formant una escola dispersa.

## Poblacions més properes
El següent diagrama mostra les poblacions més properes.